# Novara Calcio 1989-1990
Questa voce raccoglie le informazioni riguardanti il Novara Calcio nelle competizioni ufficiali della stagione 1989-1990.

## Divise e sponsor
| Casa | Trasferta |

## Rosa
| N. |                   | Ruolo | Calciatore          |
| -- | ----------------- | ----- | ------------------- |
|    | Italia (bandiera) | P     | Enzo Bettini        |
|    | Italia (bandiera) | C     | Gianluca Birtig     |
|    | Italia (bandiera) | D     | Mirco Brilli        |
|    | Italia (bandiera) | D     | Maurizio Codogno    |
|    | Italia (bandiera) |       | Colombi             |
|    | Italia (bandiera) | C     | Alessandro Costa    |
|    | Italia (bandiera) | P     | Antonello De Giorgi |
|    | Italia (bandiera) | C     | Alberto Diodicibus  |
|    | Italia (bandiera) | D     | Moreno Farsoni      |
|    | Italia (bandiera) |       | Fusetto             |
|    | Italia (bandiera) | A     | Bruno Gava          |
|    | Italia (bandiera) | C     | Maurizio Gilardi    |

| N. |                   | Ruolo | Calciatore            |
| -- | ----------------- | ----- | --------------------- |
|    | Italia (bandiera) | D     | Marco Guerra          |
|    | Italia (bandiera) | C     | Alberto Marchetti     |
|    | Italia (bandiera) | A     | Marco Negri           |
|    | Italia (bandiera) | C     | Fabio Novelli         |
|    | Italia (bandiera) | A     | Salvatore Orofino     |
|    | Italia (bandiera) |       | Pavon                 |
|    | Italia (bandiera) | D     | Carlo Riviezzi        |
|    | Italia (bandiera) | A     | Mario Rossini         |
|    | Italia (bandiera) | C     | Alessandro Sala       |
|    | Italia (bandiera) | D     | Mario Tacca           |
|    | Italia (bandiera) | C     | Alessandro Tromellini |
|    | Italia (bandiera) | C     | Gaspare Uzzardi       |

## Risultati

### Serie C2

#### Girone di andata
| 17 settembre 1989 1ª giornata | Massese | 0 – 0 | Novara |  |

| 24 settembre 1989 2ª giornata | Novara | 0 – 1 | Ponsacco |  |

| 1º ottobre 1989 3ª giornata | Tempio | 1 – 0 | Novara |  |

| 8 ottobre 1989 4ª giornata | Novara | 0 – 0 | Pro Livorno |  |

| 15 ottobre 1989 5ª giornata | Poggibonsi | 2 – 2 | Novara |  |

| 22 ottobre 1989 6ª giornata | Novara | 1 – 0 | Oltrepò |  |

| 29 ottobre 1989 7ª giornata | Novara | 1 – 1 | Pontedera |  |

| 5 novembre 1989 8ª giornata | Pavia | 3 – 0 | Novara |  |

| 12 novembre 1989 9ª giornata | Novara | 4 – 1 | Cuneo |  |

| 19 novembre 1989 10ª giornata | Pro Vercelli | 0 – 0 | Novara |  |

| 26 novembre 1989 11ª giornata | Sarzanese | 1 – 0 | Novara |  |

| 3 dicembre 1989 12ª giornata | Novara | 1 – 1 | Siena |  |

| 10 dicembre 1989 13ª giornata | Cuoiopelli | 0 – 1 | Novara |  |

| 17 dicembre 1989 14ª giornata | Novara | 0 – 0 | Rondinella |  |

| 30 dicembre 1989 15ª giornata | La Palma | 0 – 0 | Novara |  |

| 7 gennaio 1990 16ª giornata | Novara | 0 – 0 | Olbia |  |

| 14 gennaio 1990 17ª giornata | Cecina | 1 – 0 | Novara |  |

#### Girone di ritorno
| 28 gennaio 1990 18ª giornata | Novara | 1 – 1 | Massese |  |

| 4 febbraio 1990 19ª giornata | Ponsacco | 1 – 0 | Novara |  |

| 11 febbraio 1990 20ª giornata | Novara | 1 – 1 | Tempio |  |

| 18 febbraio 1990 21ª giornata | Pro Livorno | 0 – 0 | Novara |  |

| 4 marzo 1990 22ª giornata | Novara | 2 – 1 | Poggibonsi |  |

| 11 marzo 1990 23ª giornata | Oltrepò | 1 – 1 | Novara |  |

| 18 marzo 1990 24ª giornata | Pontedera | 0 – 0 | Novara |  |

| 25 marzo 1990 25ª giornata | Novara | 0 – 2 | Pavia |  |

| 1º aprile 1990 26ª giornata | Cuneo | 0 – 1 | Novara |  |

| 8 aprile 1990 27ª giornata | Novara | 0 – 0 | Pro Vercelli |  |

| 14 aprile 1990 28ª giornata | Novara | 0 – 0 | Sarzanese |  |

| 29 aprile 1990 29ª giornata | Siena | 2 – 0 | Novara |  |

| 6 maggio 1990 30ª giornata | Novara | 0 – 0 | Cuoiopelli |  |

| 13 maggio 1990 31ª giornata | Rondinella | 1 – 0 | Novara |  |

| 20 maggio 1990 32ª giornata | Novara | 0 – 0 | La Palma |  |

| 27 maggio 1990 33ª giornata | Olbia | 1 – 0 | Novara |  |

| 3 giugno 1990 34ª giornata | Novara | 3 – 0 | Cecina |  |